# Wincham
Wincham – wieś i civil parish w Anglii, w hrabstwie ceremonialnym Cheshire, w dystrykcie (unitary authority) Cheshire West and Chester. Kluby Northwich Victoria F.C. (Victoria Stadium) i Witton Albion F.C.
- Gen UKI